# Skene (Aberdeenshire)
Pour les articles homonymes, voir Skene.
Skene est un village situé dans l'Aberdeenshire, en Écosse.